# 東京基督教大学
東京基督教大学（とうきょうきりすときょうだいがく、英語: Tokyo Christian University）は、千葉県印西市内野3-301-5-1に本部を置く日本の私立大学。1966年創立、1990年大学設置。大学の略称はTCU。

## 概観

### 大学全体
日本で唯一の福音主義プロテスタント超教派の四年制神学大学である。学部は神学部のみの単科大学で、2021年度に神学科と国際キリスト教福祉学科の2学科を統合し、総合神学科のみの1学科に改組。総合神学科の中に以下の5つの専攻を設け、3年次進級時に専攻を選択する。
- 教会教職専攻：教会における牧師を養成する（教会教職課程後期と称せられる修士課程との一貫した教育課程となっており、教会教職課程前期とも称する）
- グローバル・スタディーズ専攻：異文化理解と国際関係に強調点を置いた
- ユース・スタディーズ専攻：思春期の若者の全人格的な成長について学ぶ
- キリスト教福祉専攻：聖書を土台に福祉を幅広く学ぶ
- 神学教養専攻：神学を幅広く学ぶ

2012年度、福音主義に立つ神学大学院「東京基督教大学大学院神学研究科神学専攻」（博士前期課程）を開設し、学部4年間と大学院2年間、合計6年間での神学教育が完成。続いて、2014年度には博士課程（博士後期課程）を開設。
受験資格には「洗礼を受け、キリストへの献身を明確にしたキリスト教信者」と謳っており、加えてキリスト教徒2名の推薦状（うち1人は受験者の所属教会の牧師）が必要となっている。そのため学生・教職員は全員がキリスト教徒で占められている。
卒業生は、牧師・宣教師だけではなく、一般企業や福祉施設へ就職する者もいる。また、大学院設置以前は国内外の大学院や神学校に進む者も多く、特に、併設されていた東京基督神学校への進学者が多かった。放送大学学園と単位互換協定を結んでおり、放送大学で取得した単位を卒業に要する単位として認定することができる。
留学生対象のコースとして、アジア神学コース（Asian Christian Theological Studies for English Speakers＝通称ACTS-ES)を設置し、アジア、アフリカ、欧米等から多くの留学生が学んでいる。2021年の総合神学科への改組とともに同コースは発展的に解消。グローバル・スタディーズ専攻と神学教養専攻のカリキュラムに英語トラックを設け、留学生も日本人学生も共に学ぶことをめざしている。
学生生活は全寮制を敷いており、留学生も日本人学生と同じ寮で暮らす。寮生活は「寮教育」と位置づけられ、異文化理解、コミュニケーション能力、社会常識が養われる。寮教育の理念は「神を愛し、人を愛せよ」。

## 沿革

### 年表
- 1950年 日本同盟聖書学院世田谷区代沢に開校（当時の学生8名、校長はG.W.ラウ師）
- 1951年 世田谷区等々力、等々力教会の付属教会館に移転
- 1953年 杉並区高井戸に新校舎設立。ウォレン・アダムズ校長就任。
- 1955年 日本クリスチャン・カレッヂ開校。校長はドナルド・ホーク師。
- 1963年 校舎を東京都国立市に移転。
- 1965年1月　学校法人東京キリスト教学園・東京キリスト教短期大学神学科（三年制）が文部大臣より認可される。
- 1966年 東京都国立市に東京キリスト教短期大学が開学する。短期大学でありながら3年課程であり、1学年の定員が神学科神学専攻20名・教会音楽専攻10名となっていた。小規模短期大学の一校だったといえよう。
- 1970年 神学専攻科が加えられる。
- 1980年度 神学科に神学専攻と教会音楽専攻が設置される。
- 1981年度 東京基督教短期大学と学名変更される。共立女子聖書学院、日本基督神学校、東京キリスト教短期大学の三校が合同する。
- 1989年 千葉県印旛郡印西町（現：千葉県印西市）に移転される。
- 1990年 東京基督教大学に改組。神学部のみの単科大学であるが、学科として神学科及び国際キリスト教学科を設置した。
- 2008年 神学部国際キリスト教学科を神学部国際キリスト教福祉学科に名称変更。国際キリスト教学専攻及びキリスト教福祉学専攻を設置し、キリスト教福祉学専攻において介護福祉士の養成を始める。
- 2010年 神学部神学科に「教会教職課程」設置。東京基督神学校学生募集停止。日本基督教短期大学卒業生への証明書等発行業務を引き継ぐ。
- 2011年 教会音楽専攻科（1年制）設置。
- 2012年 大学院神学研究科修士課程設置。
- 2014年 大学院神学研究科修士課程を博士前期課程に課程変更。博士後期課程設置。
- 2021年 神学部の神学科と国際キリスト教福祉学科を統合し、総合神学科へ改組（予定）。

短大時代は日本同盟基督教団立の神学校だったが、現在は超教派（日本同盟基督教団を含む）プロテスタント数団体で運営されている。

## 基礎データ

### 所在地
- キャンパス（千葉県印西市内野3-301-5）

### 象徴
- 校章の盾は信仰を、盾の中の未完成の円は地球を表している。その円の「破れ口」にキリストを表すX（キー）とP（ロー）のギリシャ文字が組み合わされている。円の中心には開かれた聖書があり、そこにはギリシャ語で「パンタ・クリストス」と書かれている[2][3]。

## 教育および研究

### 組織

#### 学部
（2021年度〜）
- 神学部
  - 総合神学科
    - 教会教職専攻（教会教職課程前期）
    - グローバル・スタディーズ専攻
    - ユース・スタディーズ専攻
    - キリスト教福祉専攻
    - 神学教養専攻

1・2年次で共通科目を学び、3年次から5つの専攻に分かれる。
（2020年度まで）
- 神学部
  - 神学科
    - 教会教職専攻（教会教職課程前期）
    - 神学専攻
      - アジア神学コース
      - シニアコース

  - 国際キリスト教福祉学科
    - 国際キリスト教学専攻
    - キリスト教福祉学専攻

#### 大学院
- 神学研究科
  - 神学専攻（博士前期課程）（教会教職課程後期）
  - 神学専攻（博士後期課程）

大学院博士前期課程は、神学科の教会教職専攻（教会教職課程前期）と一貫した教育がなされており、教会教職課程後期とも称する。

#### 専攻科
- 教会音楽専攻科

#### 附属機関
- 共立基督教研究所
- 国際宣教センター(Faith and Culture Center)
- 教会音楽アカデミー

## 大学関係者と組織

### 大学関係者一覧
- 東京基督教大学の人物一覧